# 九龍巴士240X線
九龍巴士240X線，來往黃泥頭及葵興站，取道青沙公路往返，途經小瀝源、愉翠苑、沙田第一城、沙田圍、長沙灣、美孚及葵涌，屬特快路線，只於星期一至五繁忙時間提供服務。九巴宣傳本線由乙明邨前往葵興站只需30分鐘。

## 歷史
在2014年6月的沙田區區域性巴士路線重組修訂建議中，有關當局認為使用現有巴士路線由小瀝源及沙田第一城來往西九龍及葵涌一帶的車程約1小時，且行車路線較迂迴，加上當局曾於該區區域性巴士路線重組的初步建議當中，提及將安排更多巴士路線途經使用率偏低的青沙公路，並於青沙公路轉車站設立轉車站，使沙田區各分區能夠有巴士路線前往該站，並透過巴士轉乘優惠轉乘其他路線來往深水埗、油尖旺及葵青區。
有見及此，當局建議開辦本線，並透過青沙公路轉車站及與其他途經青沙公路巴士路線之轉乘優惠，方便乘客轉乘其他巴士路線來往深水埗、油尖旺及葵青區等地。
當局預計本線由沙田區前往長沙灣及美孚需時約15至20分鐘。

### 路線改動沿革
- 2014年12月15日：240X線投入服務。[3][4][5]
- 2015年1月10日：於青沙公路轉車站增設中途站，並提供與其他途經該處的九巴路線之八達通轉乘優惠。[6]
- 2015年3月21日：增設到站時間預報。[7]
- 2017年6月26日：加強服務[8]。
- 2017年9月25日：增設由葵興站往黃泥頭方向之下午繁忙時間回程服務。[9][10]
- 2019年4月15日：星期一至五由葵興站開出的班次增至三班，分別是18:00、18:15及18:30。[11]
- 2021年5月31日：星期一至五由葵興站開出的班次增至四班, 分別是17:50、18:05、18:20及18:35。
- 2021年6月15日：星期一至五由黃泥頭開出的班次增至五班, 分別是07:25、07:40、07:55、08:08及08:20。[12]
- 2023年5月22日：上午班次增至七班,下午班次增至五班。[13]

## 服務時間及班次
- 星期一至五：
  - 黃泥頭開：07:25、07:35、07:45、07:55、08:08、08:20
  - 葵興站開：17:45、17:55、18:05、18:20、18:35

星期六、日及公眾假期不設服務

## 收費
全程：$10.9
- 碧海藍天往葵興站：$7.1
- 曾大屋往黃泥頭：$6.4

| - 本線設有12歲以下小童及65歲或以上長者半價優惠。 - 65歲或以上香港居民使用「樂悠咭」，以及12歲以下合資格殘疾兒童使用「殘疾人士身份」個人八達通繳付車資，均可享有每程$2.0或半價（以較低者為準）的票價優惠；12至64歲合資格殘疾人士使用「殘疾人士身份」個人八達通（包括「樂悠咭」），以及60至64歲香港居民使用「樂悠咭」繳付車資，均可享有每程$2.0或全費（以較低者為準）的票價優惠。 - 65歲或以上長者如使用長者或一般個人八達通繳付車資，則只可享有半價優惠；12至64歲合資格殘疾人士如不使用「殘疾人士身份」個人八達通，以及60至64歲人士如不使用「樂悠咭」繳付車資，必須繳付全費。 - 乘客可以現金或八達通於上車時付款，不設找續。 - 每位成人乘客可免費攜帶最多兩名4歲以下而不佔座位的兒童乘客乘車，超額之4歲以下小童必須繳付小童車費乘車。 - 持有「九巴月票」之乘客在車票有效期內，每日可享最多10程任何九龍巴士及龍運巴士路線（包括本路線，以及聯營路線的九龍巴士／龍運巴士提供的班次；惟乘搭機場「A」及「NA」線則可享原價二七折優惠（不會計算每天10次合資格車程））；而B1線則每日可享最多各2程（不會計算每天10次合資格車程）。 - 九龍巴士、城巴、龍運巴士及陽光巴士全職員工及家屬（不包括外判職員）可免費乘搭本路線，惟必須拍職員或職員家屬八達通。 - 乘客亦可透過多元化電子支付系統（e度嘟）繳付車資，包括使用非接觸式VISA卡、JCB卡、萬事達卡、銀聯卡、美國運通、大來國際、Discover Card、Apple Pay、Google Pay、Samsung Pay、AlipayHK「易乘碼」、支付寶、WeChatHK／微信支付「搭車碼」、銀聯雲閃付「乘車碼」及BOC Pay「乘車碼」。乘客使用此付款方式，使用此支付方式的乘客可享有中途下車之分段收費，以及與其他九巴／龍運獨營路線或聯營線九巴／龍運班次之轉乘優惠，惟不適用於與非九巴／龍運路線之轉乘優惠，亦不能享有「公共交通費用補貼計劃」及「長者及合資格殘疾人士公共交通票價優惠計劃」。 |

### 八達通轉乘優惠
乘客登上本線後150分鐘內以同一張八達通卡轉乘以下路線，或從以下路線登車後150分鐘內以同一張八達通卡轉乘本線，次程可獲車資折扣優惠：
- 240X往葵興站 → 38B往海濱花園、249X往青衣站、280X往尖沙咀東、286C往長沙灣、286P往荔枝角站、286X往深水埗、287P往旺角或287X往佐敦，次程車資全免
- 240X往葵興站 → 270B往奧運站、270D往深水埗、270P九龍站、272E往柏景灣、272P往葵興站或272X往旺角東站，回贈首程車資
- 270B往奧運站、270D往深水埗、270P九龍站、272E往柏景灣、272P往葵興站或272X往旺角東站 → 240X往葵興站，次程車資全免
- 38B往海濱花園、249X往青衣站、280X往尖沙咀東、286C往長沙灣、286P往荔枝角站、286X往深水埗、287P往旺角或287X往佐敦 → 240X往葵興站，回贈首程車資
- 240X往黃泥頭 → 38B往碩門邨、249X往博康、280X往穗禾苑、286C往利安、286X往顯徑或287X往水泉澳，次程車資全免
- 240X往黃泥頭 → 270B往上水、271X往富亨、272E往太和、272P往富亨、272X往大埔中心或287D往錦英苑，回贈首程車資
- 270B往上水、271X往富亨、272E往太和、272P往富亨、272X往大埔中心或287D往錦英苑 → 240X往黃泥頭，次程車資全免
- 38B往碩門邨、249X往博康、280X往穗禾苑、286C往利安、286X往顯徑或287X往水泉澳 → 240X往黃泥頭，回贈首程車資

## 用車
本線由49X線及86線各抽調1部巴士行走。

## 行車路線

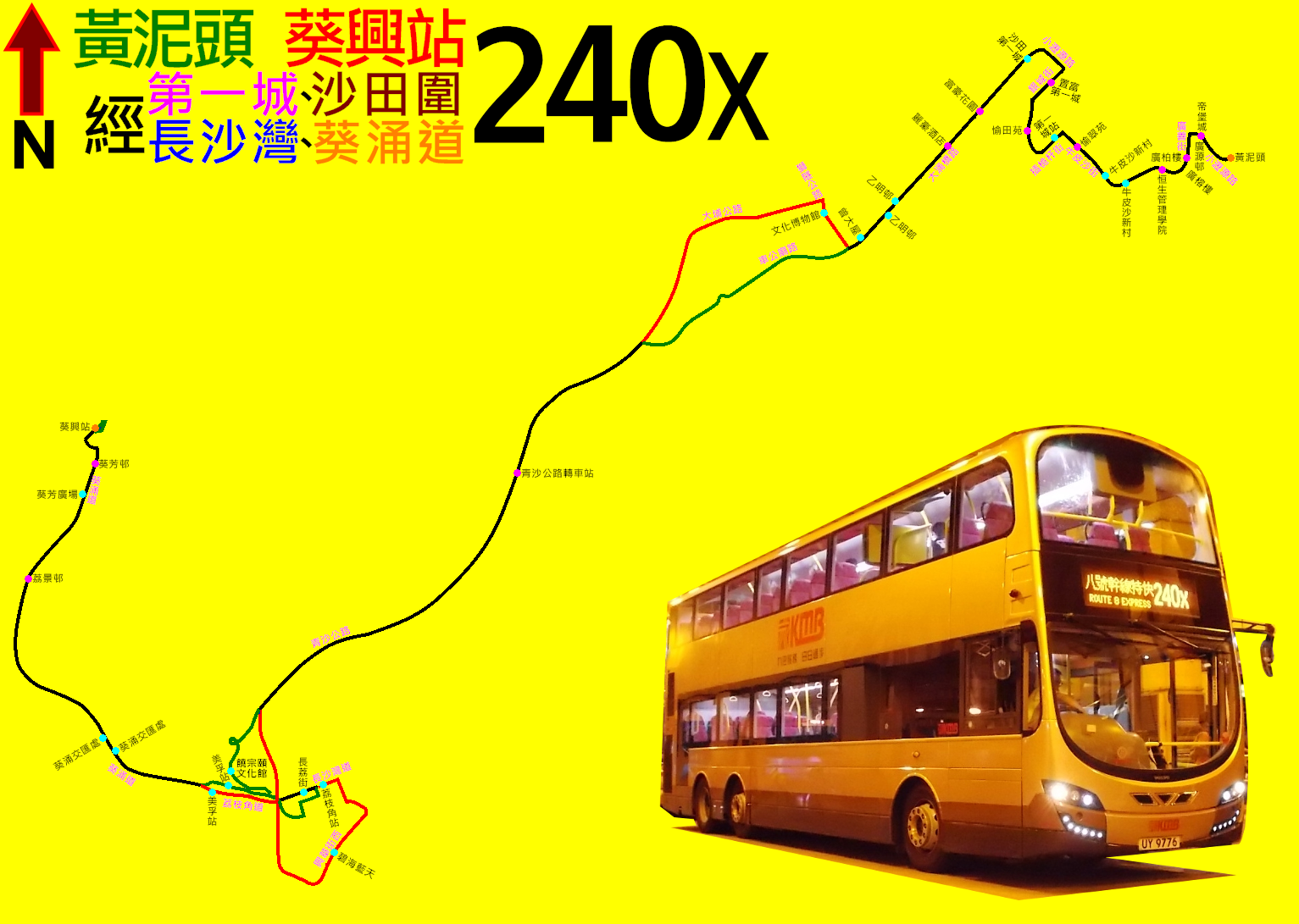
此線的走線圖

黃泥頭開經：小瀝源路、廣善街、牛皮沙街、插桅杆街、銀城街、小瀝源路、大涌橋路、獅子山隧道公路、大埔公路—大圍段、青沙公路（大圍隧道、沙田嶺隧道、尖山隧道）、荔灣交匯處、連翔道、興華街西、興華街、荔枝角道、大南西街、長沙灣道、荔枝角道、葵涌道、葵益道、興芳路及葵興站通道。
葵興站開經：葵興路、興芳路、葵益道、葵涌道、長沙灣道、蝴蝶谷道、荔枝角道、長茂街、長順街、長荔街、長沙灣道、青山道、青沙公路（尖山隧道、沙田嶺隧道）、車公廟路、大涌橋路、小瀝源路、銀城街、插桅杆街、牛皮沙街、廣善街及小瀝源路。
各班次之具體停站請參考資訊框

## 使用狀況
由於走線直接，比86線更快到達荔枝角工貿區，同時亦是黃泥頭、廣源邨、愉翠苑及愉田苑首條來往葵涌的專營巴士路線，因此開線短短數天已深受廣源邨及小瀝源一帶居民歡迎，經常出現滿座情況。其中尾班車開出時間08:00與上班一族上班時間09:00相近，離開第一城站時已出現頂閘情況。
由於本線深受沙田區乘客歡迎，亦提出要求將本線提升為全日來回服務，以方便居民乘搭本線。